# 신재범 (축구인)
신재범(申在範, 1971년 9월 27일~)은 재일 한국인 축구인이다. 현역 시절 포지션은 공격수였다.